# Ukrajnai erőművek listája
Ez az oldal az Ukrajnában található erőművek listáját tartalmazza.

## Atomerőművek

### Működő atomerőművek
- Hmelnickiji atomerőmű
- Rivnei atomerőmű
- Dél-ukrajnai atomerőmű
- Zaporizzsjai atomerőmű

### Bezárt vagy befejezetlen atomerőművek
- Csernobili atomerőmű (bezárt)
- Krími atomerőmű (befejezetlen)
- Csihrini atomerőmű (befejezetlen)
- Odesszai atomerőmű (befejezetlen)
- Harkivi atomerőmű (befejezetlen)

## Hőerőművek
- Burstini hőerőmű
- Dobrotviri hőerőmű
- Vuhlehirszki hőerőmű
- Zaporizzsjai hőerőmű
- Zmijivka hőerőmű

## Vízerőművek
- Dnyeperi vízerőmű
- Dnyeszteri vízerőmű
- Dnyeszteri tározós vízerőmű
- Kijevi vízerőmű
- Kijevi tározós vízerőmű
- Kanyivi vízerőmű
- Kanyivi tározós vízerőmű
- Kremencsuki vízerőmű
- Kahovkai vízerőmű
- Közép-dnyeszteri vízerőmű
- Tasliki tározós vízerőmű
- Talabor–Nagy-ági vízerőmű